# Język malajski alorski
Język malajski alorski (bahasa Melayu Alor) – język używany w prowincji Małe Wyspy Sundajskie Wschodnie w Indonezji, wywodzący się z języka malajskiego. Stanowi lingua franca wysp Alor i Pantar.
Według Marian Klamer wywodzi się z języka malajskiego Kupangu, choć nie jest z nim tożsamy (wykazuje m.in. różnice w zasobie zaimków). Oba języki znalazły się w strefie wzajemnych kontaktów. Malajski rozpowszechnił się w regionie pod wpływem chińskich kupców, którzy rozpoczęli swoją działalność pod koniec XIX wieku.
Współistnieje z językiem indonezyjskim, który zaczął być szerzony w latach 60. XX wieku. Jest stosowany w edukacji i handlu. Lokalnie oba języki są postrzegane raczej jako rejestry tego samego języka (indonezyjski jest wariantem oficjalnym, a malajski alorski służy jako rejestr swobodny). Jeszcze w latach 70. w roli lingua franca był wykorzystywany język alorski, aczkolwiek zapewne w ograniczonym zakresie.
Zyskuje na znaczeniu jako język kontaktowy i wypiera niespokrewnione języki etniczne z rodziny alor-pantar. Przyczynia się do tego wiele czynników (wpływ systemu edukacji, urbanizacja, niski prestiż języków lokalnych).